# Archiv Frau und Musik
Das Archiv Frau und Musik ist ein in Frankfurt am Main ansässiges internationales Musikarchiv. Es ist das weltweit größte und bedeutendste Archiv zur Musik von Komponistinnen und wurde 1979 in Köln durch eine Initiative der Dirigentin Elke Mascha Blankenburg gegründet.
Dieses Musikarchiv ist Heimat des Internationalen Arbeitskreises Frau und Musik und wird von der Stadt Frankfurt und vom Hessischen Ministerium für Wissenschaft und Kunst sowie durch Projektgelder der Frankfurter Stiftung maecenia, der Mariann Steegmann Foundation und dem Digitalen Deutschen Frauenarchiv (DDF) gefördert. Es gab als einzige deutschsprachige Fachpublikation das Magazin VivaVoce bis 2015 heraus, das regelmäßig zwei- bis dreimal pro Jahr erschien und rund 100 Ausgaben umfasst.
Die internationale Forschungsstätte bietet fachliche Beratung und fachspezifische Recherchen, Unterstützung bei der Vorbereitung von Konzertprogrammen und Ausarbeitung wissenschaftlicher Arbeiten, Archivführungen, Vorträge und Workshops, Aufnahme von Medien musikschaffender Frauen in den Bestand und Praktika. Es ist Mitglied im Verbund der Frankfurter Museumsverbände, der International Alliance for Women in Music (IAWM), der International Association of Music Libraries (IAML), der GEMA, dem i.d.a.-Dachverband, bei Musica International (virtuelle Chormusik-Bibliothek) und der Gesellschaft für Musikforschung (GfM).

## Geschichte
Aufgrund eines Artikels der Dirigentin Elke Mascha Blankenburg über vergessene Komponistinnen in der Zeitschrift Emma im Jahr 1977 trafen sich Musikerinnen, Dirigentinnen und Komponistinnen aus vielen Teilen der Welt zur Gründung eines Arbeitskreises. Sie machten sich zur Aufgabe, vergessene Kompositionen von Frauen ausfindig zu machen und wieder zur Aufführung zu bringen. Die Initiative hatte im Oktober 1979 bereits 100 Mitglieder. Dem Gründungsvorstand gehörten neben Elke Blankenburg auch die Komponistinnen Barbara Heller und Siegrid Ernst an.
Nachforschungen des Arbeitskreises in internationalen Musikbibliotheken brachten innerhalb eines Jahres die Namen und Werke von über 300 Komponistinnen zutage. Dies war die Basis für die Gründung des Archivs Frau und Musik. Der Verein und das Archiv wechselten ihren anfänglichen Sitz 1988 von Köln nach Kassel, um schließlich 2001 in Frankfurt sein Domizil zu finden.
Im Oktober 2013 wurde das Facharchiv in die Rote Liste Kultur des Deutschen Kulturrates aufgenommen und bis 2018 in die Kategorie 2 als gefährdet eingestuft, da die Stadt Frankfurt ihre finanzielle Unterstützung 2013 aus Sparmaßnahmen eingestellt hatte.
Seit Oktober 2013 ist das Archiv Mitglied im i.d.a.-Dachverband der deutschsprachigen Frauen/Lesbenarchive. Vorstand des Internationalen Arbeitskreises Frau und Musik e. V., der das Archiv trägt, sind Mary Ellen Kitchens (Dirigentin, Musikwissenschaftlerin, Leiterin Hörfunkarchive BR), Dr. Vera Lasch (Soziologin) und Heike Matthiesen (Profi-Gitarristin). Als erweiterter Vorstand finden sich Prof. Dr. Vivienne Olive (Komponistin), Mareike Hilbrig (Chor-Dirigentin), Uta Walther (Pianistin) und Elisabeth Treydte (wissenschaftliche Mitarbeiterin Universität Siegen).
Am 17. November 2019 feierte das Archiv Frau und Musik im Frankfurter Römer mit einem großen Festakt mit Konzert sein 40-jähriges Bestehen.

## Preise und Auszeichnungen
- Kulturförderpreis der Stadt Kassel 1994
- Förderpreis der Dr.-Wolfgang-Zippel-Stiftung 1996
- Förderpreis der Dierichs-Stiftung Kassel 1999[8]
- FEM-Nadel des Deutschen Komponist:innenverbands im Rahmen der Donaueschinger Musiktage für Arbeit und Engagement um die Sache der zeitgenössischen Musik 2023[9]

## Projekte
- Composer in Residence: alle 3 Jahre vergibt das Archiv Frau und Musik ein Arbeitsstipendium an Komponistinnen. Die Ausschreibung erfolgt international für alle Altersstufen in Kooperation mit der Hochschule für Musik und Darstellende Kunst Frankfurt am Main und dem Institut für zeitgenössische Musik (in die HfMDK integriert). Stipendiatinnen: Sun-Young Pahg/Südkorea (2009), Belma Bešlić-Gál/Bosnien (2011) sowie Manuela Kerer/Italien (2015), Tania Rubio/Mexiko (2019) und Farzia Fallah/Iran (2021).[10]
- Europäischer Dirigentinnen-Reader (2001), verfasst von Elke Mascha Blankenburg. Das erste Buch zu aktiv arbeitenden Dirigentinnen.
- Digitales Deutsches Frauenarchiv: Seit der Gründung des DDF (Organ des i.d.a.-Dachverbands deutschsprachiger Frauen-/Lesbenarchive) im Jahr 2018 erhält das Archiv eine regelmäßige Projektförderung zur Digitalisierung bedeutender Bestände zur Frauenbewegungsgeschichte. 2018 wurde so die archivinterne Zeitschrift VivaVoce in Gänze digitalisiert, 2019 wurden in einem Filmprojekt bedeutende Vertreterinnen der Frauenbewegung der 1970er und 1980er Jahre wie zum Beispiel Eva Rieger und Gloria Coates interviewt, 2020 konnten so die Nachlässe der Komponistinnen Felicitas Kukuck, Leni Alexander, Silvia Leonor Alvarez de la Fuente und Weronika Aleksandra Markiewicz[11] digital gesichert werden, und im Jahr 2022 lag der Fokus auf der Dokumentation von historischen Konzertereignissen und der Archivierung von Webseiten mit dem Bezug Frau und Musik.[12]
- Korrespondenzprojekt So begann alles: Erschließung der Korrespondenzen von Barbara Heller und Elke Mascha Blankenburg mit 528 Briefen.[13]
- Pädagogik-Projekt Frau* und Musik im Unterricht: Das Archiv bietet Workshops für Musiklehrkräfte aller Schulformen und -stufen sowie Studierende im Lehramt und Lehrkräfte im Vorbereitungsdienst und erarbeitet Unterrichtsmaterialien.[14]
- Digitales Bildungspaket Komponistinnen in den Schulunterricht: Eine Materialsammlung, die Denkanstöße für den Unterricht bieten möchte. Ziel ist es, Lehrpersonal leichten Zugang zum Themenschwerpunkt Frau und Musik anzubieten, um diesen am Beispiel der französischen Komponistin Louise Farrenc im Unterricht einzubinden.[15]
- Studie Frauenanteil Berufsorchester (in Kooperation mit musica femina münchen): Eine Untersuchung des Gender-Gap in Berufsorchestern sowohl in den Führungspositionen hinter als auch auf der Bühne, indem Personal- und Konzertdaten der Saison 2019/2020 gesammelt und ausgewertet wurden.[16]
- Sichtbar- und Nutzbarmachung: 2022/2023 haben sich der Bundesverband Amateurmusik Sinfonie- und Kammerorchester (BDLO) und das Archiv Frau und Musik zusammengeschlossen, um Orchestermusik und groß besetzte Kammermusikwerke von Komponistinnen leichter auffindbar zu machen. Hierfür wird die Datenbank des BDLO mit entsprechenden Verweisen aus den Beständen des Archivs angereichert.[17]

## Bestand
Der Bestand des Archivs umfasst rund 30.000 Medieneinheiten: Kompositionen und künstlerische Nachlässe von Musikerinnen, Komponistinnen und Dirigentinnen wie auch Zeitungsartikel, Broschüren, Konzertplakate, Sekundärliteratur, Bildmaterial und Tonträger sowie Facharbeiten über Musikerinnen, Dirigentinnen und Komponistinnen. Seit 2015 befinden sich auch die Nachlässe von Elke Mascha Blankenburg (1943–2013) und Leni Alexander (1924–2005) vor Ort. Zahlreiche aktiv schaffende Komponistinnen wie Violeta Dinescu und Tsippi Fleischer bringen ihre Werke bereits jetzt in das Archiv Frau und Musik ein. 2001 kam die umfangreiche Sammlung des Münchner Vereins musica femina münchen – das Komponistinnen-Archiv München (KAM) – als Schenkung ins Archiv Frau und Musik. Zum weiteren Bestand des Frankfurter Archivs gehören ein umfangreicher Fundus an Erstdrucken des 18. und 19. Jahrhunderts, handschriftlichen Briefen Clara Schumanns und eine weltweit einzigartige Postkartensammlung von Damenblasorchestern um 1900. Den Bestand klassischer Kompositionen ergänzt eine Sondersammlung zu den Bereichen Rock, Pop, Jazz, Chanson und Weltmusik. Insgesamt umfasst das Archiv Werke von über 2.000 internationalen Komponistinnen vom 9. bis zum 21. Jahrhundert.